# Енигматика
Енигматика се најопштије дефинише као вештина састављања и решавања загонетака. Особе које су активне у овој области се називају енигмате или енигматичари. Користе се, мада знатно ређе, и термини загонеташтво и загонетач. Загонетке се често стварају као облик забаве, али могу настати и из озбиљних математичких или логистичких проблема. У таквим случајевима њихово решење може бити значајан допринос математичком истраживању.

## Енигматика и знање
Енигматика се првенствено третира као забава и разбибрига, али савремена енигматика доказује да је и нешто више. Поред тога што је „гимнастика ума и играрија духа“, она служи за проверу, стицање и обнављање знања („знање кроз разоноду“), тестирање интелигенције, културно изражавање у посебном облику, интелектуалну забаву, а постоји и веровање да се решавањем укрштених речи тренирају вијуге и ћелије мозга и да се тако делује превентивно на болести овог органа. Данас је у свету енигматика присутнија него икад, и на папиру и у електронском облику, а томе знатно доприноси вишак слободног времена у савременом друштву.
У развијеним европским земљама постоје курсеви из ове области при енигматским клубовима, па и школе, рецимо у Италији, чија је енигматика на веома високом нивоу. Чешка има факултет на коме се може специјализовати енигматика на одсеку за новинарство. У поменутим државама се издају и посебни теоријски листови, а постоје и јаке енигматске библиотеке. На многим светским универзитетима енигматика је била предмет магистарских радова и тема докторских дисертација.
Енигматика има додирних тачака пре свега са књижевношћу и новинарством. За књижевност је веже заједнички „материјал“ са којим се ради - писмо, језик, слова и речи, а зна се да су народне загонетке ушле у књижевну историју нашег (и не само нашег) народа. Многи наши писци, лингвисти, јавни радници и просветитељи су се бавили проучавањем и састављањем разних загонетака. Из старијих времена то су Вук Караџић, Димитрије Давидовић, Јован Стерија Поповић, Јован Јовановић Змај, Ђорђе Натошевић, а из новијих Десанка Максимовић, Милован Данојлић, Јован Ћирилов, Иван Клајн итд. Што се тиче новинарства, може се рећи да се и знатан број новинара бавио и бави енигматским радом као саставним делом свог посла, а скоро сви дневни и периодични листови имају бар по једне укрштене речи на својим страницама, а неке и читаве енигматске додатке од више страна.

## Врсте загонетака
Класификација загонетака је, с обзиром на велики број врста и њихову повезаност, сложен посао и у овом моменту не постоји њихов свеобухватан и прецизан попис, тачније речено, у изради је. Посебан проблем је што се појављују нови типови загонетака, јер се комбиновањем њихових подврста и варијаната свакодневно може напаравити нека нова мозгалица. Процена је да их сигурно има више од хиљаду.
На доњем списку су наведени први и местимично други ниво према подели која се уобичајено наводи у енигматској литератури:
- Мрежасте загонетке су засноване на укрштању речи и појмова (класичне укрштене речи, скандинавке, беле укрштенице, магични квадрати, клинови, пирамиде, вретена, испуњалке, осмосмерке, криптограмне укрштенице, тродимензионалне укрштенице).
- Загонетке са преметањем слова (игре речи) (анаграми, индиректи, шараде читаљке, палиндроми, чауре, логогрифи), поједини типови ових загонетака могу бити и у стиху.
- Ребуси, који могу бити сликовни, словни и комбинације слика и слова.
- Ликовне загонетке, чије се одгонетке крију у цртежу.
- Математичке загонетке, засноване на математичкој логици и законитостима.
- Криптограми, загонетке које у себи садрже кључ за долазак до решења.
- Шаховске загонетке, засноване на правилима шаха.
- Логичке загонетке (судоку, интеграм и слично), чија је појава новијег датума и не убрајају се у класичну енигматику.
- Класичне загонетке у стиху.

## Историја слагалица
Слагалице су једна од популарних форми загонетки. Слагалице су изумљене око 1760, кад је Џон Спилзбери, британски гравер и картограф, поставио мапу на дрвеном листу, коју је затим исекао око обриса сваке поједине земље на карти. Потом је користио те комаде као помоћ у настави географије. Након што су слагалице постале популарне у јавности, њихова улога као наставно помагало остала је примарни вид њиховог коришћења до око 1820. године.
Највећу слагалицу (са 40.320 комада) направило је немачко предузеће игара Ravensburger.

## Енигматика у Србији

### Организације
Основна организација српских енигмата је Енигматски савез Србије са седиштем у Београду. Основан је 21. септембра 1985. године у Ваљеву на 17. Сусретима загонетача Југославије. Има нешто више од 250 чланова који су већином у неком од енигматских клубова и савеза. Активност и задаци ове организације су дефинсани њеним статутом у коме у члану 1 Општих одредаба стоји да је то „друштвена организација основана у циљу ширења и популаризације енигматике, као и подстицања, развијања и координације рада енигматских клубова и осталих чланова Савеза на подручју Србије“.
За дан енигмата Србије проглашен је 21. фебруар. На тај дан 1820. године, на црквени празник Загонетну суботу, Димитрије Давидовић је у Бечу објавио алманах „Забавник“ са 22 класичне загонетке непознатог српског аутора.
Гласило Енигматског савеза Србије је Гласник који излази 3-4 пута годишње.

### Енигматски листови
У Србији излази велики број енигматских листова и часописа, а практично све новине имају или само укрштене речи или енигматску страницу или енигматске додатке од више страна. Чисто енигматских листова има између 80 и 100. Неки од њих излазе нередовно, неки се гасе па поново појављују, тако да није могуће утврдити њихов тачан број. Најдуговечнији лист је био Енигма, који је излазио непрекидно од 7. јула 1951 године до 1.маја 2023 године, као једно од издања у сазвежђу куће Новости.

### Енигматска литература
Од периода између два светска рада до данас издат је велики број енигматских књига, пре свега енигматских речника и књига из области теорије енигматике. Ова активност је нарочито интензивирана од 2000. године, па је у том периоду објављено близу 40 књига из ове области. Посебно је значајна књига Лексикон српских енигмата штампана 2006. године, у којој је имплицитно приказана историја српске енигматике. Ова књига је добила специјалну награду Удружења новинара Србије „за допринос новинарству, теоријске радове у новинарству и публицистичка дела“.